# Asphodeline
Asphodeline es un género con 34 especies de plantas bulbosas perteneciente a la familia Asphodelaceae. Es originario de la región del Mediterráneo hasta Irán.
Es una planta perenne mediterránea con raíces carnosas que tiene flores fragantes,  que son de color amarillo y florece de mayo a junio. Crece hasta 120 cm en un suelo bien drenado. Su follaje es de color azul-verdoso, produce inflorescencias de altas y estrechas espigas de flores. Se necesitan al menos tres años antes de que florezcan la semillas recién plantadas. Las flores amarillas siempre proporcionan un interesante complemento a la huerta a finales de primavera. Las flores  no duran mucho tiempo, siendo reemplazadas rápidamente por otras flores.

## Especies seleccionadas
- Asphodeline ambigua
- Asphodeline anatolica
- Asphodeline balansae
- Asphodeline basilii
- Asphodeline baytopiae
- Asphodeline liburnica
- Asphodeline lutea (L.) Rchb. - Gamón amarillo[2]